# Barry Henderson
Barry Henderson (* 29. April 1936) ist ein britischer Politiker.

## Politischer Werdegang
Erstmals trat Henderson bei den Unterhauswahlen 1970 zu Wahlen auf nationaler Ebene an. Er bewarb sich für die Conservative Party um das Mandat des Wahlkreises East Dunbartonshire, konnte sich jedoch nicht gegen den Labour-Kandidaten Hugh McCartney durchsetzen. Obschon sich sein Stimmenanteil bei den folgenden Wahlen im Februar 1974 um 0,3 % reduzierte, erreichte er bei diesen Wahlen die Stimmmehrheit im Wahlkreis und zog in der Folge erstmals in das britische Unterhaus ein. Bei den Wahlen im Oktober desselben Jahres unterlag Henderson mit einer Differenz von nur 21 Stimmen der SNP-Kandidatin Margaret Bain und schied nach nur sechs Monaten aus dem House of Commons aus.
Nachdem sich Hendersons Parteikollege John Gilmour, welcher den Wahlkreis East Fife seit 1961 vertrat, um keine weitere Amtszeit bewarb, wurde Henderson als Nachfolger bestimmt. Er setzte sich deutlich gegen seine Kontrahenten durch und zog ein weiteres Mal in das Unterhaus ein. Im Zuge der Wahlkreisreform 1983 wurde der Wahlkreis East Fife aufgelöst. Henderson bewarb sich daher bei den Unterhauswahlen 1983 um das Mandat des neu geschaffenen Wahlkreises North East Fife, der Teile des ehemaligen Wahlkreises umfasst. Henderson setzte sich unter anderem gegen den Liberalen Menzies Campbell durch. Im Parlament hatte er zwischen 1984 und 1987 den Posten eines Parliamentary Private Secretary inne. Bei den Wahlen 1987 unterlag er jedoch Campbell und schied aus dem britischen Unterhaus aus. Insgesamt sind 1279 Wortbeiträge Hendersons im Parlament verzeichnet.